# Stazione di La Tour-du-Pin
La stazione di La Tour-du-Pin (in francese Gare de La Tour-du-Pin) è una stazione ferroviaria francese posta lungo la Lione-Marsiglia.

## Storia
La stazione fu attivata dalla Compagnie des chemins de fer de Paris à Lyon et à la Méditerranée (PLM) il 22 agosto 1861.